# Canoagem nos Jogos Olímpicos de Verão de 2020 - K-2 1000 m masculino
A competição do K-2 1000 metros masculino da canoagem nos Jogos Olímpicos de Verão de 2020 ocorreu nos dias 4 e 5 de agosto de 2021 no Sea Forest Waterway, em Tóquio. Um total de 32 canoístas de 14 Comitês Olímpicos Nacionais (CON) participaram do evento.

## Qualificação
Cada CON poderia qualificar apenas um barco, mas poderia inscrever até dois se tivesse vagas suficientes no caiaque em outros eventos. Um total de 13 vagas de qualificação estavam disponíveis, inicialmente alocadas conforme o seguinte:
- 6 vagas concedidas através do Campeonato Mundial de Canoagem de Velocidade de 2019;
- 3 vagas concedidas para 3 diferentes continentes (excluindo a Europa) através do Campeonato Mundial, sendo posteriormente disputadas através de torneios continentais;
- 1 vaga concedida através de um torneio continental europeu.

As vagas de qualificação foram concedidas ao CON, não ao canoísta que conquistou a vaga.
As três vagas continentais foram concedidas para as Américas (Canadá), Oceania (Nova Zelândia) e Ásia (Japão); a África teve o barco de pior classificação (África do Sul). Os torneios continentais foram vencidos por Canadá (através do Campeonato Mundial, pois o torneio continental foi cancelado), China, Hungria e Nova Zelândia.

## Formato
A canoagem de velocidade utiliza um formato de quatro fases para eventos com pelo menos 11 barcos, com eliminatórias, quartas de final, semifinais e finais. Os detalhes para cada fase dependem de quantos barcos estejam inscritos para a competição.
O percurso é um trajeto de águas planas com 9 metros de largura. O nome do evento descreve o formato particular da canoagem de velocidade. O formato "K" significa um caiaque (kayak, em inglês), na qual o canoísta fica sentado e utiliza dois remos e tem um leme operado pelo pé (em oposição a canoa, em que o canoísta fica ajoelhado e utiliza um único remo para remar e dirigir). O "2" é o número de canoístas em cada barco. Os "1000 metros" são a distância da prova.

## Calendário
Horário local (UTC+9)
| Dia         | Horário | Fase             |
| ----------- | ------- | ---------------- |
| 4 de agosto | 11:20   | Eliminatórias    |
| 4 de agosto | 13:15   | Quartas de final |
| 5 de agosto | 10:25   | Semifinal        |
| 5 de agosto | 12:45   | Final            |

## Medalhistas
| Ouro   | AUS Jean van der Westhuyzen e Thomas Green |
| Prata  | GER Max Hoff e Jacob Schopf                |
| Bronze | CZE Josef Dostál e Radek Šlouf             |

## Resultados

### Eliminatórias
O evento começou com as eliminatórias em 4 de agosto de 2021. Os dois primeiros barcos em cada bateria avançam diretamente para as semifinais e os restantes para as quartas de final.

#### Eliminatória 1
| Pos. | Raia | Canoísta                             | CON               | Tempo    | Notas  |
| ---- | ---- | ------------------------------------ | ----------------- | -------- | ------ |
| 1    | 7    | Jean van der Westhuyzen Thomas Green | AUS Austrália     | 3:08.773 | OB, SF |
| 2    | 5    | Max Hoff Jacob Schopf                | GER Alemanha      | 3:09.830 | SF     |
| 3    | 4    | Samuel Baláž Adam Botek              | SVK Eslováquia    | 3:13.982 | QF     |
| 4    | 2    | Max Brown Kurtis Imrie               | NZL Nova Zelândia | 3:17.210 | QF     |
| 5    | 3    | Mikita Borykau Aleh Yurenia          | BLR Bielorrússia  | 3:18.952 | QF     |
| 6    | 6    | Brian Malfesi Vincent Jourdenais     | CAN Canadá        | 3:22.068 | QF     |

#### Eliminatória 2
| Pos. | Raia | Canoísta                        | CON                 | Tempo    | Notas |
| ---- | ---- | ------------------------------- | ------------------- | -------- | ----- |
| 1    | 2    | Bence Nádas Bálint Kopasz       | HUN Hungria         | 3:11.877 | SF    |
| 2    | 5    | Josef Dostál Radek Šlouf        | CZE República Checa | 3:13.425 | SF    |
| 3    | 6    | Riley Fitzsimmons Jordan Wood   | AUS Austrália       | 3:18.453 | QF    |
| 4    | 3    | Samuele Burgo Luca Beccaro      | ITA Itália          | 3:28.047 | QF    |
| 5    | 4    | Étienne Hubert Guillaume Burger | FRA França          | 3:29.296 | QF    |

#### Eliminatória 3
| Pos. | Raia | Canoísta                        | CON         | Tempo    | Notas |
| ---- | ---- | ------------------------------- | ----------- | -------- | ----- |
| 1    | 4    | Francisco Cubelos Íñigo Peña    | ESP Espanha | 3:10.138 | SF    |
| 2    | 6    | Wang Congkang Bu Tingkai        | CHN China   | 3:10.292 | SF    |
| 3    | 5    | Maxim Spesivtsev Roman Anoshkin | ROC         | 3:20.610 | QF    |
| 4    | 3    | Kornél Béke Ádám Varga          | HUN Hungria | 3:26.732 | QF    |
| 5    | 2    | Tuva'a Clifton Rudolf Williams  | SAM Samoa   | 3:55.617 | QF    |

### Quartas de final
Nas quartas de final, realizadas em 4 de agosto de 2021, os três primeiros barcos em cada bateria avançam para as semifinais e os restantes para a final B.

#### Quartas de final 1
| Pos. | Raia | Canoísta                        | CON               | Tempo    | Notas |
| ---- | ---- | ------------------------------- | ----------------- | -------- | ----- |
| 1    | 2    | Mikita Borykau Aleh Yurenia     | BLR Bielorrússia  | 3:10.126 | SF    |
| 2    | 4    | Max Brown Kurtis Imrie          | NZL Nova Zelândia | 3:10.220 | SF    |
| 3    | 3    | Samuele Burgo Luca Beccaro      | ITA Itália        | 3:12.667 | SF    |
| 4    | 5    | Maxim Spesivtsev Roman Anoshkin | ROC               | 3:14.045 | FB    |
| 5    | 6    | Étienne Hubert Guillaume Burger | FRA França        | 3:18.284 | FB    |

#### Quartas de final 2
| Pos. | Raia | Canoísta                         | CON            | Tempo    | Notas |
| ---- | ---- | -------------------------------- | -------------- | -------- | ----- |
| 1    | 4    | Riley Fitzsimmons Jordan Wood    | AUS Austrália  | 3:10.619 | SF    |
| 2    | 5    | Samuel Baláž Adam Botek          | SVK Eslováquia | 3:11.458 | SF    |
| 3    | 3    | Kornél Béke Ádám Varga           | HUN Hungria    | 3:15.225 | SF    |
| 4    | 6    | Brian Malfesi Vincent Jourdenais | CAN Canadá     | 3:15.736 | FB    |
| 5    | 2    | Tuva'a Clifton Rudolf Williams   | SAM Samoa      | 3:46.523 | FB    |

### Semifinais
Nas semifinais, realizadas em 5 de agosto de 2021, os quatro primeiros barcos em cada bateria avançam para a final A e os restantes para a final B.

#### Semifinal 1
| Pos. | Raia | Canoísta                             | CON                 | Tempo    | Notas |
| ---- | ---- | ------------------------------------ | ------------------- | -------- | ----- |
| 1    | 4    | Jean van der Westhuyzen Thomas Green | AUS Austrália       | 3:17.077 | FA    |
| 2    | 2    | Max Brown Kurtis Imrie               | NZL Nova Zelândia   | 3:17.684 | FA    |
| 3    | 3    | Wang Congkang Bu Tingkai             | CHN China           | 3:17.784 | FA    |
| 4    | 5    | Josef Dostál Radek Šlouf             | CZE República Checa | 3:18.240 | FA    |
| 5    | 7    | Samuele Burgo Luca Beccaro           | ITA Itália          | 3:20.591 | FB    |
| 6    | 6    | Riley Fitzsimmons Jordan Wood        | AUS Austrália       | 3:21.860 | FB    |

#### Semifinal 2
| Pos. | Raia | Canoísta                     | CON              | Tempo    | Notas |
| ---- | ---- | ---------------------------- | ---------------- | -------- | ----- |
| 1    | 3    | Max Hoff Jacob Schopf        | GER Alemanha     | 3:17.554 | FA    |
| 2    | 5    | Bence Nádas Bálint Kopasz    | HUN Hungria      | 3:18.316 | FA    |
| 3    | 6    | Mikita Borykau Aleh Yurenia  | BLR Bielorrússia | 3:18.875 | FA    |
| 4    | 4    | Francisco Cubelos Íñigo Peña | ESP Espanha      | 3:19.133 | FA    |
| 5    | 7    | Kornél Béke Ádám Varga       | HUN Hungria      | 3:20.197 | FB    |
| 6    | 2    | Samuel Baláž Adam Botek      | SVK Eslováquia   | 3:20.917 | FB    |

### Finais
Nas finais, realizadas em 5 de agosto de 2021, os barcos participantes da final A disputaram as medalhas e os da final B para ficar entre a 9ª e a 16ª colocação.

#### Final A
| Pos.              | Raia | Canoísta                             | CON                 | Tempo    | Notas |
| ----------------- | ---- | ------------------------------------ | ------------------- | -------- | ----- |
| Medalha de ouro   | 5    | Jean van der Westhuyzen Thomas Green | AUS Austrália       | 3:15.280 |       |
| Medalha de prata  | 4    | Max Hoff Jacob Schopf                | GER Alemanha        | 3:15.584 |       |
| Medalha de bronze | 1    | Josef Dostál Radek Šlouf             | CZE República Checa | 3:16.106 |       |
| 4                 | 6    | Bence Nádas Bálint Kopasz            | HUN Hungria         | 3:16.535 |       |
| 5                 | 3    | Max Brown Kurtis Imrie               | NZL Nova Zelândia   | 3:17.267 |       |
| 6                 | 8    | Francisco Cubelos Íñigo Peña         | ESP Espanha         | 3:17.327 |       |
| 7                 | 2    | Mikita Borykau Aleh Yurenia          | BLR Bielorrússia    | 3:17.769 |       |
| 8                 | 7    | Wang Congkang Bu Tingkai             | CHN China           | 3:19.612 |       |

#### Final B
| Pos. | Raia | Canoísta                         | CON            | Tempo    | Notas |
| ---- | ---- | -------------------------------- | -------------- | -------- | ----- |
| 9    | 2    | Maxim Spesivtsev Roman Anoshkin  | ROC            | 3:19.680 |       |
| 10   | 6    | Samuel Baláž Adam Botek          | SVK Eslováquia | 3:21.087 |       |
| 11   | 5    | Samuele Burgo Luca Beccaro       | ITA Itália     | 3:22.408 |       |
| 12   | 4    | Kornél Béke Ádám Varga           | HUN Hungria    | 3:24.223 |       |
| 13   | 3    | Riley Fitzsimmons Jordan Wood    | AUS Austrália  | 3:24.757 |       |
| 14   | 7    | Brian Malfesi Vincent Jourdenais | CAN Canadá     | 3:25.181 |       |
| 15   | 8    | Étienne Hubert Guillaume Burger  | FRA França     | 3:32.690 |       |
| 16   | 1    | Tuva'a Clifton Rudolf Williams   | SAM Samoa      | 3:56.171 |       |

Legenda
| Recorde mundial      | Recorde mundial (World record)               |                       | Recorde africano                      | Recorde africano (African) |                                           | Q | Classificado por posição (Qualified) |
| Recorde olímpico     | Recorde olímpico (Olympic record)            | Recorde da América    | Recorde da América (Americas)         | q                          | Classificado por melhor tempo (Qualified) |   |                                      |
| Melhor marca do ano  | Melhor marca do ano (World leading)          | Recorde asiático      | Recorde asiático (Asian)              | DNS                        | Não largou (Did not start)                |   |                                      |
| Recorde nacional     | Recorde nacional (National record)           | Recorde europeu       | Recorde europeu (European)            | DNF                        | Não terminou (Did not finish)             |   |                                      |
| Recorde pessoal      | Recorde pessoal do atleta (Personal best)    | Recorde da Oceania    | Recorde da Oceania (Oceania)          | DSQ / DQ                   | Desclassificado (Disqualified)            |   |                                      |
| Recorde da temporada | Recorde da temporada do atleta (Season best) | Recorde sul-americano | Recorde sul-americano (South America) | NM                         | Sem marca (No mark)                       |   |                                      |